# Cantabile
Cantabile (van het Italiaanse cantare = zingen) is een muzikale aanduiding die gebruikt wordt wanneer in de muziek bepaalde passages zangerig, als gezongen gespeeld dienen te worden.
Cantabile heeft verschillende betekenissen, afhankelijk van de context.
- In instrumentale muziek duidt het een speelstijl aan die bedoeld is om de menselijke zangstem na te bootsen.
- Voor 18e-eeuwse componisten is de term vaak synoniem met "cantando" (zangerig) en duidt dan op een afgemeten tempo en een flexibel en legato spel. Voor latere componisten, voornamelijk in pianomuziek, is cantabile vaak het naar voren halen van de iets sterker gespeelde melodie tegen de zachtere begeleiding.
- Cantabile wordt ook gebruikt als zelfstandig naamwoord en duidt dan de eerste helft van een aria aan, gevolgd door een cabaletta. Het cantabile deel is doorgaans langzamer en vrijer in vorm dan het meer gestructureerde en doorgaans snellere cabaletta.
- Cantabile melodieën worden veelvuldig gecombineerd met eenvoudige begeleidingsfiguren als de Albertijnse bas.

Louis Spohr gaf zijn vioolconcert nr.8 als subtitel mee: "in moda d'una scena cantata", ofwel "op de wijze van een gezongen (opera) scene". Ook Beethoven schrijft bijvoorbeeld in Pianosonate op.110 in het langzame Arioso cantabile voor. Hieruit blijkt dat opera-aria's als fenomeen een grote invloed hadden op de zangerige lijnen in de Romantische instrumentale muziek. Ook werd de belcanto-traditie veelvuldig op instrumenten vertaald.
Cantabile is ook de naam van een wedstrijd voor Piano (sinds 1984) in Antwerpen.